# Moritz af Sachsen (1521-1553)
 Der er flere personer med dette navn, se Moritz af Sachsen.
Moritz af Sachsen (født 21. marts 1521 i Freiberg, død 11. juli 1553 i Sievershausen) var hertug af Sachsen fra 1541 og kurfyrste fra 1547. Han tilhørte den albertinske linje af huset Wettin.
Moritz var protestant, men deltog i Den schmalkaldiske krig på katolsk side. Som belønning for dette gav kejser Karl 5. ham værdigheden som kurfyrste. Moritz var en af historiens mest betydningsfulde saksiske fyrster.
I 1553 blev Moritz efterfulgt af sin bror August 1. af Sachsen.